# Kanclerz wielki litewski
Kanclerz wielki litewski – urzędnik centralny Wielkiego Księstwa Litewskiego.
Posiadał podobny zakres władzy, jak kanclerz wielki koronny. Przyjęło się, iż kancelaria litewska zajmowała się polityką wschodnią Rzeczypospolitej, a koronna – kontaktami z państwami zachodnimi. Od czasu unii lubelskiej (1569) wprowadzono tzw. zasadę kompetencji terytorialnej. Gdy monarcha przebywał na Litwie, kancelaria litewska przejmowała prowadzenie spraw ogólnopaństwowych.
W senacie kanclerz wielki litewski zasiadał za koronnym, choć te urzędy były równorzędne.

## Lista kanclerzy wielkich litewskich
- Mikołaj Małdrzyk (1429)
- Sudywoj Wolimuntowicz (1441–1444)
- Fedko Kozłowski (1444–1452)
- Michał Kieżgajło (1444–1476)
- Olechno Sudymuntowicz (1478–1491)
- Mikołaj Radziwiłłowicz (1492–1507)
- Mikołaj Radziwiłł (1507–1522)
- Olbracht Gasztołd (1522–1539)
- Jan Hlebowicz (1546–1549)
- Mikołaj Radziwiłł Czarny (1550–1565)
- Mikołaj Radziwiłł Rudy (1566–1579)
- Ostafi Bohdanowicz Wołłowicz (1579–1587)
- Lew Sapieha (1587–1623)
- Albrycht Stanisław Radziwiłł (1623–1658)
- Krzysztof Zygmunt Pac (1658–1684)
- Marcjan Aleksander Ogiński (1684–1690)
- Dominik Mikołaj Radziwiłł (1690–1698)
- Karol Stanisław Radziwiłł (1698–1720)
- Michał Serwacy Wiśniowiecki (1720–1735)
- Jan Fryderyk Sapieha (1735–1752)
- Michał Fryderyk Czartoryski (1752–1775)
- Aleksander Michał Sapieha (1775–1792)